# Алта
Вижте пояснителната страница за други значения на Алта.
Алта̀ (на норвежки: Alta) е град и община в Северна Норвегия.

## География
Градът е разположен около устието на река Алтаелва във фиорда Алтафьоден на Норвежко море, фюлке Финмарк на около 1280 km северно от столицата Осло.
Алта е най-големият град във фюлке Финмарк. Население на града и общината 18 403 жители според данни от преброяването към 1 юли 2008 г.
Климатът е сух. От 16 май до 21 юли слънцето не залязва, а от 21 ноември до 21 януари не изгрява. От Алта се наблюдава Северното сияние през зимните месеци. От октомври до април има снежна покривка.

## История
Най-старите следи от човешка дейност в Алта са от след 8000 пр. Хр. и са сред най-старите на територията на Норвегия. През 20 век Кофиорд, намиращ се на по-малко от 20 км от Алта, е голям минен център във Финмарк. В планината Халде, на височина 904 метра, е първата обсерватория за северното сияние. По време на първата половина на века обсерваторията играе важна роля в развитието на геофизиката и метеорологията.
По време на Втората световна война гражданите на Алта, както и останалите граждани на Финмарк, са принудително изселвани, а имуществото им – изгаряно. Някои отказват да бъдат евакуирани и се крият из пещерите в околните планини.
Основан е през 1704 г., а получава статут на град през 1999 г. Статут на община получава на 1 януари 1838 г.

## Транспорт
Летище Алта се намира на 4 км от центъра на града и обслужва ежедневни полети до летище Осло Гардемуен със Скандинавските авиолинии и Норвежките авиолинии. Пристанището се намира в центъра на града и обслужва круизни кораби и експресни лодки.

## Образование
Алта е един от най-големите образователни и научни центрове на Северна Норвегия. В него се намира Финмаркският университет с около 2000 студента.

## Икономика
Локалната икономика включва добиването на шисти, земеделие и риболов.

## Спорт
Представителният футболен отбор на града носи името Алта ИФ. Играл е във второто и третото ниво на норвежкия футбол.

## Забележителности
В музея Йемелюфт (на норвежки: Hjemmeluft) в Алта се намират скални рисунки от ловно-риболовно общество, датирани от 4200 пр. Хр. до началото на Новата ера. Скалните рисунки са вписани в Списъка на световното културно и природно наследство на ЮНЕСКО от 1985 г.

## Побратимени градове
- Буден, Швеция
- Оулу, Финландия